# Бенгалски бухал
Бенгалският бухал (Bubo bengalensis) е вид птица от семейство Совови (Strigidae).

## Разпространение
Видът е разпространен в Индия, Непал и Пакистан.